# A Streetcar Named Desire (pel·lícula de 1951)
A Streetcar Named Desire (lit. ‘Un tramvia anomenat Desig’) és una pel·lícula estatunidenca en blanc i negre estrenada el 1951, dirigida per Elia Kazan basada en l'obra teatral homònima de Tennessee Williams.

## Argument
En un apartament lamentable de Nova Orleans, Stella DuBois (Kim Hunter), descendent d'una vella família aristocràtica, viu amb el seu marit Stanley Kowalski (Marlon Brando), un polonès plebeu i sensual pels ulls bonics del qual ha abandonat la plantació familiar. Arriba Blanca (Vivien Leigh), la germana de Stella. Psicològicament sacsejada pel suïcidi del seu marit, té una atracció malaltissa pel seu cunyat tot i que la repugnen les seves maneres. Un vespre, després d'una violenta baralla, Stanley la viola. L'equilibri precari del seu esperit s'esquerdarà cada vegada més, i després d'una escena on Stanley la posa enfront de la seva decadència física, Blanca s'enfonsa completament en la bogeria.

## Repartiment

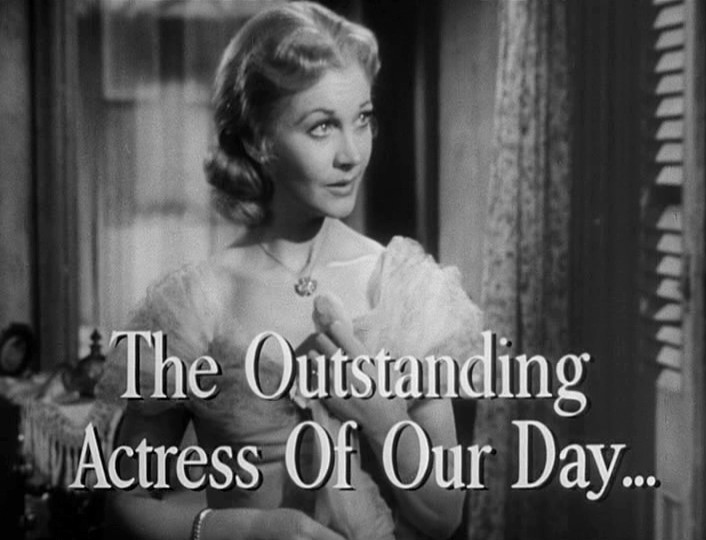
Vivien Leigh a la pel·lícula.

- Vivien Leigh: Blanche Dubois
- Marlon Brando: Stanley Kowalski
- Kim Hunter: Stella Kowalski
- Karl Malden: Mitch
- Rudy Bond: Steve
- Nick Dennis: Pablo
- Peg Hillias: Eunice
- Richard Garrick: El metge
- Edna Thomas: La mexicana
- Mickey Kuhn: El mariner

## Premis i nominacions

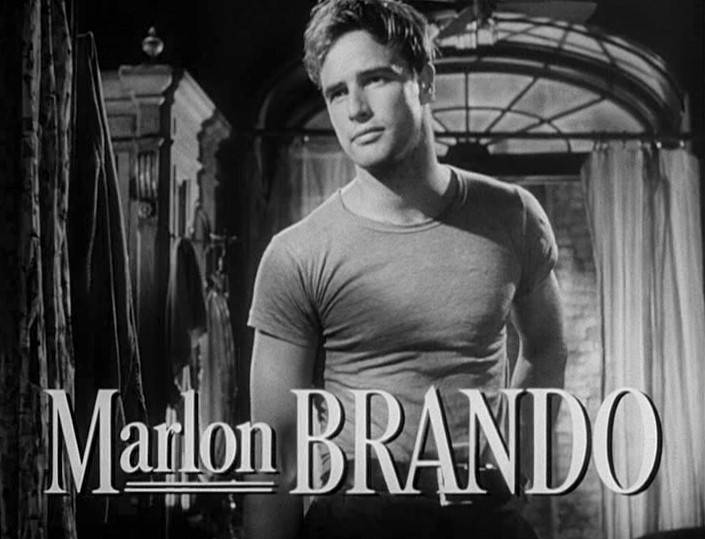
Marlon Brando a la pel·lícula.

### Premis[2]
- 1951: Copa Volpi per la millor interpretació femenina per Vivien Leigh
- 1951: Gran Premi del Jurat del Festival Internacional de Cinema de Venècia per Elia Kazan
- 1952: Oscar a la millor actriu per Vivien Leigh
- 1952: Oscar a la millor actriu secundària per Kim Hunter
- 1952: Oscar al millor actor secundari per Karl Malden
- 1952: Oscar a la millor direcció artística per Richard Day i George James Hopkins
- 1952: Globus d'Or a la millor actriu secundària per Kim Hunter
- 1953: BAFTA a la millor actriu britànica per Vivien Leigh

### Nominacions[2]
- 1951: Lleó d'Or per Elia Kazan
- 1952: Oscar al millor actor per Marlon Brando
- 1952: Oscar a la millor fotografia per Harry Stradling
- 1952: Oscar al millor vestuari per Lucinda Ballard
- 1952: Oscar al millor director per Elia Kazan
- 1952: Oscar a la millor pel·lícula
- 1952: Oscar a la millor banda sonora per Alex North
- 1952: Oscar al millor so per Nathan Levinson
- 1952: Oscar al millor guió adaptat per Tennessee Williams
- 1952: Globus d'Or a la millor pel·lícula dramàtica
- 1952: Globus d'Or a la millor actriu dramàtica per Vivien Leigh
- 1953: BAFTA a la millor pel·lícula